# Monkey Trouble
Monkey Trouble (bra: Meu Pequeno Ladrão ou A Culpa Foi do Macaco) é um filme de comédia infantil estadunidense de 1994 dirigido por Franco Amurri e estrelado por Thora Birch e Harvey Keitel. Amurri dedicou o filme à sua filha Eva, dando inclusive o nome dela à protagonista do filme.

## Enredo
Em Los Angeles, Eva Gregory, de nove anos, anseia por um cachorro de estimação, mas se vê impossibilitada de ter um porque sua mãe, Amy, acredita que ela não é responsável o suficiente para cuidar de um filhote, e seu padrasto, Tom, um tenente da polícia, é alérgico a pelos. Isso se complica ainda mais quando ela não pode manter um animal de estimação na casa de seu pai biológico, Peter, devido ao seu trabalho como piloto comercial e suas frequentes viagens. A filha biológica de Tom, a adolescente Tessa, ocasionalmente toma conta de Eva e seu irmãozinho, Jack, fruto da união de Tom com Amy.
Enquanto isso, o cigano cleptomaníaco e vagabundo Azro vive nas ruas da cidade com seu inteligente macaco-prego, Fingers. Sua esposa e filho, Mark, o deixaram recentemente devido à antipatia dela pelo animal. Trabalhando como músico de rua, tocando sanfona nas praias de Venice, Azro usa Fingers para atrair turistas ao seu redor e furta-los. Dois membros da máfia ítalo-americana, chamados Drake e Charlie, ao notarem a proeza de Fingers para roubar as pessoas na rua, propõem a Azro se juntar ao sindicato do crime, com Fingers usando suas habilidades de batedor de carteiras para roubar as casas de moradores ricos. Em um teste para ver as habilidades de Fingers, os três homens dirigem até uma residência aleatória, que, por acaso, é a casa de Eva; Fingers entra no imóvel e rouba com sucesso vários itens caros, e Azro é admitido no grupo criminoso. Fingers, que já sofre com uma educação arrogante de Azro, leva uma enorme bronca de seu dono pelo fato de sua família ter lhe abandonado. Naquela noite, Fingers consegue fugir do trailer de Azro e se esconde em um parque perto da casa de Eva.
No dia seguinte, enquanto Eva está voltando da escola para casa, Fingers cai de uma árvore e se agarra à menina. Após tratá-lo de maneira dócil, ela decide adotar o macaco, chamando-o de "Dodger", uma vez que o animal gostou do boné de beisebol dos Dodgers de Eva. Eva leva o macaco para sua casa e o esconde em seu quarto naquela noite, mas, quando ela tem que ir à escola no dia seguinte, a menina o deixa sob os cuidados de uma proprietária de pet shop chamada Annie. Com o passar dos dias, Eva se torna mais responsável com suas tarefas e ajuda até mesmo a cuidar de seu irmão pequeno Jack, a quem ela revela sobre Dodger. Enquanto isso, Tom se pega espirrando com frequência e suspeita que deve estar resfriado ou que a casa tem alguma infestação de ratos. Longe dali, Azro tenta, sem sucesso, encontrar o macaco perdido, para a frustração dos membros da máfia.
Em um fim de semana que Eva deveria passar visitando Peter em sua casa, ela descobre que seu pai estará fora da cidade. Eva esconde isso de seus pais para que possa ter a casa dele só para ela e Dodger no fim de semana. Ao irem para lá, embora ela não tenha a chave da casa, Dodger consegue entrar subindo por uma janela destrancada no andar de cima. Sem dinheiro para comida, Eva decide trabalhar como artista de rua com Dodger para se sustentarem durante o fim de semana. Enquanto Eva anda de bicicleta até o calçadão da praia, Dodger e Azro se avistam, e Dodger pula da bicicleta, levando a uma perseguição entre ele e Azro, sem que a garota perceba. Azro é levado pelos membros da máfia antes que possa capturar o macaco. Quando Dodger volta à Eva, a dupla inicia sua apresentação na rua, com o macaco furtando secretamente todos os transeuntes, assim como fazia quando estava com Azro.
Mais tarde, Eva percebe que sua mochila está cheia de coisas roubadas por Dodger, após uma ida ao supermercado. Percebendo que o bicho foi ensinado a furtar, Eva o treina para parar de roubar. Azro descobre o incidente do furto no supermercado e uma funcionária da loja lhe dá o endereço de Peter, uma vez que o pai de Eva tem cadastro por lá. Assim que Eva se prepara para voltar para casa e chama um táxi, Azro chega inesperadamente na casa, assustando Eva e Dodger; a dupla escapa da casa e, antes de fugir com o táxi chamado, consegue desengatar o trailer de Azro de sua caminhonete, forçando-o a abandonar a perseguição quando o trailer solto começa a descer a rua sozinho. No dia seguinte, ao prosseguir com sua busca pelo macaco, Azro descobre que Dodger está sendo mantido na loja de animais de estimação de Annie; ele invade o local e rouba Dodger de volta com sucesso. No entanto, Azro fica enfurecido ao descobrir que o macaco não está mais roubando objetos como antes, durante uma reunião com os membros da máfia. Após isso, Dodger foge novamente dos bandidos.
Enquanto isso, Amy e Tom, que lidam com relatos de joias roubadas na vizinhança, descobrem mais objetos roubados no quarto de Eva; eles a confrontam sobre isso, e ela tenta explicar que seu macaco, que manteve escondido esse tempo todo, deve ter sido o responsável, mas eles não acreditam nela. As coisas pioram quando Peter aparece e revela que esteve no Canadá o fim de semana todo, expondo a mentira de Eva sobre sua ida à casa na praia de Peter. De coração partido pelo desaparecimento de Dodger e pelo fato de ninguém acreditar nela, Eva foge para procurar Dodger depois que sua amiga Katie liga e diz que viu Dodger no parque. Enquanto isso, Jack acaba dizendo sua primeira palavra: "macaco", fazendo com que Amy, Peter e Tom considerem a possibilidade de realmente haver um macaco na casa e que Eva estaria dizendo a verdade. Dodger chega de volta ao quarto de Eva e se esconde embaixo da cama, sendo finalmente descoberto pela família da garota.
No parque, Eva é abordada por um Azro furioso, que a sequestra para localizar o macaco. A família de Eva, junto com os colegas policiais de Tom, procura Eva e descobre que Dodger furtou o revólver de Tom; um pouco longe dali, o macaco, em posse da arma, atira para cima para assustar Azro e mantê-lo longe da menina. Quando a polícia chega, Azro e os mafiosos são presos em sua tentativa de escapar. Mark, o filho de Azro, chega e tenta levar Dodger de volta, mas fica claro que Dodger se tornou próximo afetivamente de Eva quando o animal consegue se soltar da coleira de Mark e corre em direção à garotinha. Eva prova à mãe que é responsável e Tom revela que superou sua alergia a pelos, tendo desenvolvido uma resistência imunológica. Com Dodger se tornando o animal de estimação da família, Eva leva o macaco e seu irmãozinho Jack para a escola para uma atividade de "mostre e conte" em sala de aula.

## Elenco
- Thora Birch como Eva Gregory
- Mimi Rogers como Amy Gregory
- Christopher McDonald como Tom Gregory
- Harvey Keitel como Azro
- Alison Elliott como Tessa
- Remy Ryan como Katie
- Jo Champa como Annie
- Deborah White como Missy
- Adam LaVorgna como Mark
- Robert Miranda como Drake
- Victor Argo como Charlie
- Kevin Scannell como Peter Boylan
- Tereza Ellis como a funcionária do supermercado
- Aaron Lustig como o gerente do supermercado

O macaco-prego Finster foi treinado por Mark Harden para as filmagens, com os grunhidos do animal sendo fornecidos pelo dublador Frank Welker. Os então bebês Adrian e Julian Johnson foram empregados para atuar como o pequeno Jack.

## Trilha sonora
O filme contém as seguintes músicas:
- "Sold for Me" – The Aintree Boys
- "Posie" – The Aintree Boys
- "Who Gets the Loot" – Quo
- "VB Rap" – Gee Boyz
- "Girls" – Gee Boyz
- "Monkey Shines" – Robert J. Walsh

## Recepção

### Bilheteria
Monkey Trouble estreou nos cinemas estadunidenses em 18 de março de 1994 em terceiro lugar nas bilheterias do país, caindo para o sétimo lugar na semana seguinte.
Encerrou seu circuito teatral nos Estados Unidos acumulando um pouco mais de 16 milhões de dólares naquele país.

### Recepção crítica
No agregador de resenhas online Rotten Tomatoes, Monkey Trouble tem uma taxa de aprovação de 55% com base em 11 avaliações de críticos.
O crítico Roger Ebert concedeu ao filme três estrelas de quatro em sua resenha e, embora tenha dito que o filme tem um enredo estereotipado, ele o chamou de "esplêndido filme de família". Ele acrescentou: "Não é por acaso que os créditos de Monkey Trouble dão destaque ao macaco, chamado Finster. Ele rouba a cena com uma performance atraente que vai além do 'treinamento' e entra na atuação em si. O filme é um show peculiar, brilhante e de classificação livre, tão divertido quanto Free Willy". Ebert criticou a decisão do filme de identificar o personagem vilão como um cigano, sugerindo que Azro "poderia ter tido um passado não específico, o que ajudaria o filme 'a funcionar bem', sem dar ao seu público jovem uma lição de preconceito".
David Hunter, do The Hollywood Reporter, citou positivamente a atuação de Thora Birch e escreveu: "Estando à altura da ocasião em quase todas as cenas, ela executa maravilhosamente o humor, a admiração, a emoção e os breves problemas que sua personagem vivencia no roteiro bem preparado de Franco Amurri e Stu Krieger".
Críticas positivas também citaram o filme por mostrar o "amplo lado cômico" de Harvey Keitel. Joanna Berry, crítica de cinema da revista britânica Radio Times, escreveu: "O que a estrela durona de Reservoir Dogs e Bad Lieutenant está fazendo nesta aventura cômica é uma incógnita, mas sua atuação irônica encantará os adultos quase tanto quanto o macaco com as crianças".

## Mídia doméstica
A New Line Home Entertainment lançou Monkey Trouble em DVD em 3 de setembro de 2002.